# Ljubav je
Ljubav je (På Svenska: Kärleken är) är en låt framförd av Deen och Dalal feat. Ana Rucner och Jala.
Låten var Bosnien-Hercegovinas bidrag till Eurovision Song Contest 2016 i Stockholm. Den framfördes i den första semifinalen i Globen den 10 maj 2016 där den fick 104 poäng och hamnade på plats 11 av 18, vilket innebar att den inte gick vidare till final.

## Komposition och utgivning
Låtens musik är komponerad av Almir Ajanović medan låttexten är skriven av Ajanović och Jasmin Fazlić.
En officiell musikvideo till låten släpptes den 19 februari 2016 och hade fler än en miljon visningar på Youtube i mars 2016.

## Medlemmar

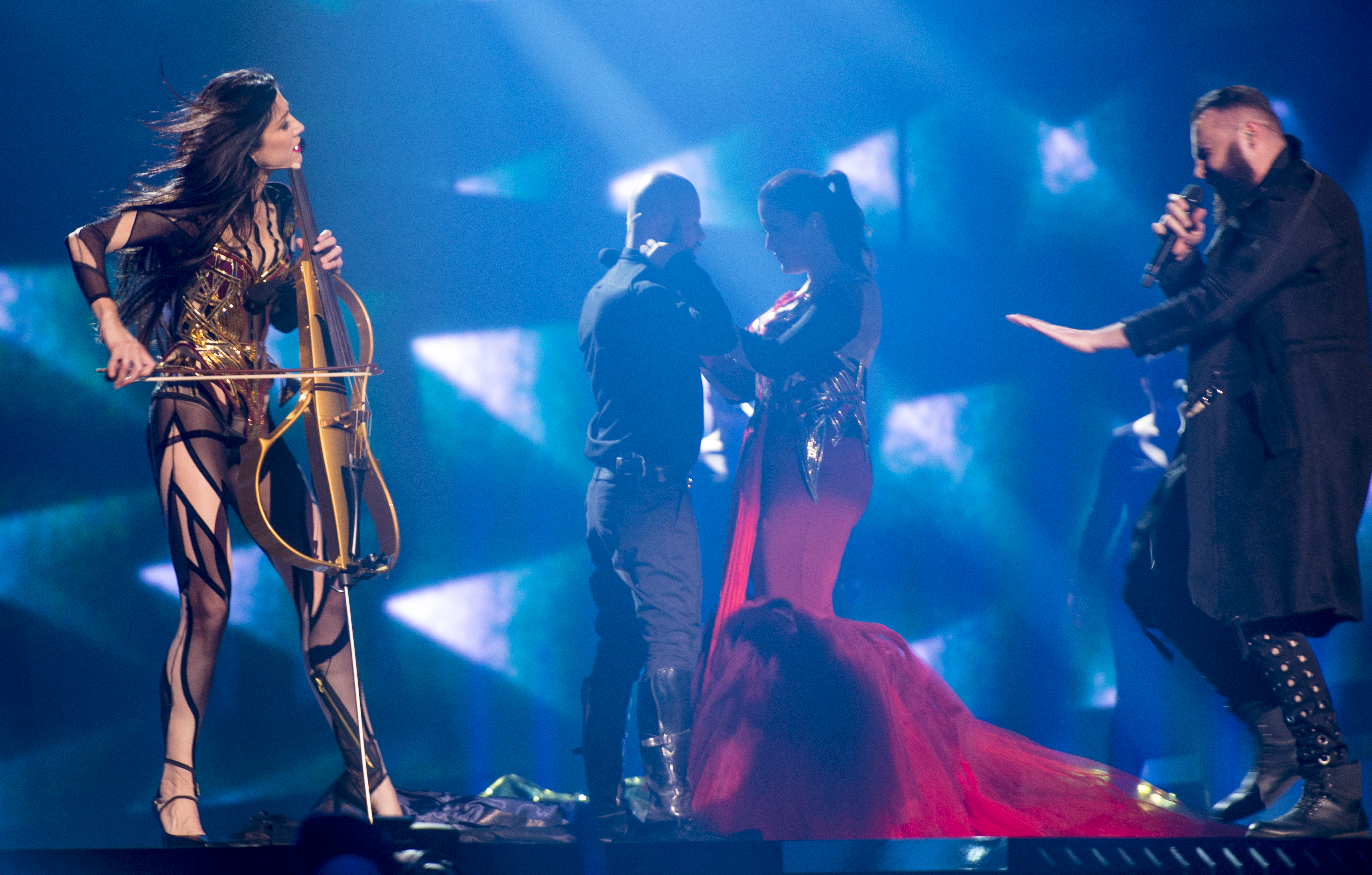

- Deen – sång
- Dalal Midhat-Talakić – sång
- Ana Rucner – cello
- Jasmin Fazlić Jala – rap